# Aglossorrhyncha aurea
Aglossorrhyncha aurea är en orkidéart som beskrevs av Rudolf Schlechter. Aglossorrhyncha aurea ingår i släktet Aglossorrhyncha och familjen orkidéer. Inga underarter finns listade i Catalogue of Life.